# ガイウス・プラウティウス・ウェンノ・ヒュプサエウス
ガイウス・プラウティウス・ウェンノ・ヒュプサエウスまたはウェノックス・ヒュプサエウス（ラテン語: Gaius Plautius Venno / Venox Hypsaeus、生没年不詳）は紀元前4世紀の共和政ローマの政治家・軍人。紀元前347年と紀元前341年に執政官（コンスル）を務めた。

## 最初の執政官（紀元前347年）
紀元前347年、ヒュプサエウスは執政官に就任。同僚執政官はパトリキ（貴族）のティトゥス・マンリウス・インペリオスス・トルクァトゥスであった。この年に、対外戦争は発生しなかった。内政では市民の負債が依然として問題であり、負債の1/4は現金で返済し、残りは3年間で返済することが決められた。利息は1/24（4.1%）にまで減らされた。

## 二度目の執政官（紀元前341年）
6年後の紀元前341年、ヒュプサエウスは再度執政官に就任した。同僚執政官はルキウス・アエミリウス・マメルキヌス・プリウェルナスであった。この年は第一次サムニウム戦争の最後の年であり、プリウェルナスはサムニウムとの戦争を担当したが、ヒュプサエウスはプリウェルヌム（現在のプリヴェルノ）と、ウォルスキ年であるアンティウム（現在のアンツィオ）との戦いを担当した。
プリウェルヌムには容易に勝利し、戦後プリウェルヌムは領土の2/3をローマに割譲した。その後ヒュプサエウスはサトゥリクム（現在のストリ）近くに野営していたウォルス軍キに向かった。戦いは激しいものとなり、夜になったため中断されたが、結果も決定的ではなかった。しかし、ウォルスキ軍は自軍が敗北したと判断し、夜のうちに野営地から撤退した。このためローマ軍は周囲を略奪した。
リウィウスによると、ラティウムとの戦争が差し迫ったため、翌年の執政官を早急に選ぶこととなり、ヒュプサエウスは任期が終了する前に辞任した。

## 参考資料
- ティトゥス・リウィウス『ローマ建国史』